# Гардинер, Роберт Уильям
Роберт Уильям Гардинер (англ. Robert William Gardiner; 2 мая 1781 — 26 июня 1864) — британский генерал, главный артиллерист Сент-Джеймсского парка (высший церемониальный пост Королевской артиллерии после британского суверена). Губернатор Гибралтара с 1848 по 1855 годы.

## Военная карьера
Офицерское образование получил в Королевской военной академии в Вулидже. Службу начала в Королевской артиллерии на 7 апреля 1797 года, в октябре того же года был направлен в Гибралтар, находившийся под частичной блокадой французского флота.
В ноябре 1798 года участвовал во взятии Менорки, находясь в подчинении Чарльза Стюарта. В мае следующего года был назначен в штаб острова в форте Москито, где ранее, в 1782 году, высадился французский генерал, герцог де Крийон. Вскоре Гардинер стал адъютантом генерала Генри Фокса.
После заключения Амьенского мира, в 1802 году вернулся в Англию, где в 1804 году был повышен до второго капитана, а 1805 получил под командование 12 орудий корпуса генерал-лейтенанта Дона и принял участие в северогерманской кампании графа Кэткарт и графа Толстого. Вместе с войсками дошёл до Ганновера, но после неудачи под Аустерлицем был вынужден вернуться в Англию.
В 1812 году воевал в составе армии маркиза Веллингтона, командовал полевой батареей в сражении при Саламанке, захвате Мадрида и осаде Бургоса , где с несколькими сослуживцами вызвался добровольцем на передовую.
В 1813 году он принял командование отрядом E Королевской конной артиллерии и воевал в битве при Витории, битве при Ортезе и битве при Тулузе.
Во время бунта против хлебных законов 1815 года его отряд помогал восстанавливать порядок в Лондоне. Позднее в том же году Гардинер был откомандирован в Южные Нидерланды.
В битве при Катр-Бра отряд Гардинера прикрывал левый фланг отходящей армии и испытывал сильное давление со стороны неприятеля. Через день его отряд участвовал в битве при Ватерлоо.
В 1816 году Гардинер получил пост шталмейстера у принца Леопольд Саксен-Кобург-Заальфельда, который занимал до 1831 года. Одновременно он служил адъютантом нескольких монархов: Георга IV, Вильгельма IV и королевы Виктории. В 1840 году его назначили на должность главного артиллериста Сент-Джеймсского парка.
В 1848 году Гардинер вступил в должность губернатора Гибралтара, оставаясь в ней до 1855 года. По возвращении в Англию жил в Эшере, графство Суррей, где скончался 26 июня 1864 года.

## Награды
- Кавалер Большого креста Ордена Бани[3]
- Кавалер ордена Святой Анны (Россия)[3]
- Кавалер ордена Карлоса III (Испания)[3]

## Семья
Роберт Гардинер был младшим сыном Джона Гардинера, капитана 3-го (Восточно-Кентского) полка (также известного как «Баффы»).Его брат — генерал-лейтенант Джон Гардинер, полковник 61-го пехотного полка.
В 1816 году Гардинер женился на Кэролайн Мэри Маклауд, старшей дочери генерал-лейтенанта Джона Маклауда. В браке родились дети.